# Tumor neuroendócrino pancreático
Tumores neuroendócrinos pancreáticos(TNEP) ou Tumores do pâncreas endócrino são neoplasias que se originam na parte endócrina do pâncreas, as ilhotas de Langerhans. Cerca da metade secretam hormônios causando transtornos endócrinos. Geralmente são benignos, mas mesmo os malignos tem melhor prognóstico que o adenocarcinoma de pâncreas.

## Tipos
Os Tumores neuroendócrinos pancreáticos (TNEPs) funcionais são classificados de acordo com o hormônio que produzem:
- Insulinoma: Entre 40 e 60% dos TNEPs. Secreta insulina causando hipoglicemia crônica.
- Gastrinoma: Entre 20 e 50% dos TNEPs. Secreta gastrina causando Síndrome de Zollinger-Ellison, caracterizada por aumento da acidez estomacal e úlcera péptica. Entre 60 e 90% são malignos, portanto devem ser removidos cirurgicamente.
- Glucagonoma: Entre 1 e 10% dos TNEPs. Secreta glucagon causando intolerância à glicose, eritema necrolítico migratório, perda de peso e anemia. É maligno em 90% dos casos, exigindo quimioterapia e cirurgia.
- Somatostatinoma: Menos de 1% dos TNEPs. Secreta somatostatina, inibindo os outros hormônios pancreáticos, causando diarreia gordurosa crônica, pedra na vesícula e sintomas de diabetes mellitus.
- VIPoma: Menos de 1% dos TNEPs. Secreta peptídeo intestinal vasoativo(VIP) excessivo, causando diarreia aquosa crônica volumosa e conseqüente desidratação, deficiência de potássio e cloro. É um diagnóstico diferencial da cólera.

Estima-se que por volta de 60% dos tumores neuroendócrinos do pâncreas não secretam hormônios suficientes para causar sintomas e geralmente nunca são detectados. De forma similar, os que secretam polipeptídeo pancreático, cromogranina A ou neurotensina geralmente não causam sintomas clinicamente significativos para serem detectados.

## Diagnóstico
Os tumores não funcionais (não secretores de hormônios) dificilmente são diagnosticado, exceto quando malignizam e invadem outros órgãos, já em uma fase avançada difícil de tratar. Os tumores funcionais começam a ser investigados apenas quando outras causas mais comuns de transtornos endócrinos são descartadas. Exames de imagem como tomografia computadorizada e ressonância magnética, são utilizados para localizar o tumor primário e determinar a presença de metástases. Geralmente são difíceis de localizar necessitando de técnicas de contraste com octreotidas. 

## Prevalência
São menos comuns do que os tumores do pâncreas exócrino, representando apenas 2 a 5% dos tumores do pâncreas. Possuem incidência de 5 casos por cada milhão de pessoas a cada ano. Assim, no Brasil com 200 milhões de habitantes, podemos estimar cerca de 1000 casos por ano.
Podem ocorrer como parte de síndromes genéticas hereditárias, tais como Neoplasia endócrina múltipla do tipo 1, neurofibromatose, Doença de Von Hippel-Lindau e complexo de esclerose tuberosa.

## Estágios

Pancreatic neuroendocrine tumor staging (AJCC)
Estágio T1
Estágio T2
Estágio T3
Estágio T4
Linfonodos: Estágio N1
Metástase: Estágio M1

## Tratamento
O tratamento farmacológico dos TNEP funcionantes depende do hormônio secretado. Octreotida é geralmente recomendado antes da biópsia ou cirurgia, exceto em insulinomas para evitar agravar a hipoglicemia.
Nos casos malignos foram utilizadas combinações de vários medicamentos na quimioterapia: doxorrubicina com estreptozocina e fluorouracilo (5-FU) e capecitabina com temozolomida. A resposta é melhor que contra tumores carcinoides. Cisplatina com etoposido é útil contra os bem diferenciados, mas tem pouca atividade em cânceres neuroendócrinos pouco diferenciados.
Os agentes biológicos que têm como alvo os caminhos implicados na proliferação das células tumorais (Everolimo, um inibidor mTOR) e inibir a angiogênese (Sunitinib, um inibidor de tirosina-quinase) dobram a média de sobrevivência em casos de câncer de pâncreas neuroendócrino (de 6 meses para 12 meses).